# Marc Meernhout
Marc Meernhout (* 20. Juli 1952 in Roeselare; † 26. Februar 2006 in Wevelgem) war ein belgischer Radrennfahrer und nationaler Meister im Radsport.

## Sportliche Laufbahn
Meernhout war im Straßenradsport und im Bahnradsport aktiv. Als Amateur gewann er die Flandern-Rundfahrt 1973 in dieser Klasse. In der nationalen Meisterschaft im Zweier-Mannschaftsfahren auf der Bahn wurde er Dritter. 1975 wurde er Vizemeister im Omnium bei den Amateuren und gewann den Titel im Zweier-Mannschaftsfahren mit Ferdi Van Den Haute als Partner.
Von 1975 bis 1979 war er Berufsfahrer. 1975 gewann er das Eintagesrennen Brüssel–Ingooigem und wurde Zweiter bei der Tour du Nord-Ouest hinter Roland Salm. 1976 wurde er Zweiter beim Grote Prijs Raf Jonckheere. 1977 siegte er beim Grote Prijs Raf Jonckheere, Zweiter im Gullegem Koerse sowie beim Omloop van het Waasland und Dritter im Puivelde Koerse. 1978 wurde Zweiter im Wingene Koers und 1979 Zweiter im Omloop van de Vlasstreek. Die Vuelta a España 1976 beendete er nicht.
Meernhout starb im Alter von 53 Jahren bei einem Verkehrsunfall auf der E403 in der Nähe des Flughafen Wevelgem in Richtung Brügge.